# Rotes Buch (Basel)
Das Rote Buch ist eine Handschrift auf Pergament der Stadt Basel aus dem Mittelalter, die im Staatsarchiv Basel-Stadt verwahrt wird. Dieses Buch ist das älteste der Stadt. Es umfasst die Jahre 1357 bis 1493 und beginnt übrigens im gleichen Jahr, wie auch Luzern damit anfängt, eine Stadtchronik anzulegen. Nach Feller und Bonjour reicht die Aufzeichnung bis 1548.
Die Bezeichnung Rotes Buch war zur damaligen Zeit auch im übrigen deutschsprachigen Raum üblich „für Stadtbücher, Rechtssammlungen und Listen von Delinquenten“. Es ist eine Sammlung von Ratbeschlüssen, Strafurteilen des Rates, Gesetzen und Verordnungen, Bürgeraufnahmen, chronikalischen Aufzeichnungen und Zunftmitgliederlisten. Es gilt als Beginn der Geschichtsschreibung der Stadt.

## Inhalt
Nach Peter Ochs wurde das Buch auf den Tag ein Jahr nach dem Basler Erdbeben 1356 begonnen,: S. 98 das Staatsarchiv Basel-Stadt datiert den Beginn in den März 1357.
Zwei Drittel der Einträge betreffen Gesetze, ein Drittel war für die Aufzeichnung wichtiger Ereignisse bestimmt, also „ewiger dinge oder ander stucken, die lange weren sullent“. Enthalten ist auch das Leistungsbuch, das Teilnehmer an Kriegszügen verzeichnete, die dadurch die Bürgerrechte erwerben konnten. 1417 beginnt das Rufbuch, in dem notiert wurde, „wer unserer stadt früntschaft getan hat“, und der Liber diversarum rerum. Diese Bezeichnung ist historisch belegt. Im 19. Jahrhundert hiess es Ordnungen und Verträge.
„Neben dem Roten Buch gab es auch noch das große Weißbuch, und das kleine Weißbuch: beyde mit weißem Leder überzogen. … Letzteres etwas dünner als das erstere. Das waren die corpora diplomatica des Raths. In dem größern sind die Verträge und andere wichtige Urkunden abegeschrieben; und in dem zwerten mehrentheils politische Gesetze und andere Bestimmungen eingetragen. Sie sind eines späteren Ursprungs als das rothe Buch. … Das Schwarze Buch ist mit schwarzem leder überzogen. Ist im Jahr 1517, nach der Revolution in der Regierungsform, und nach dem ewigen Bund mit Frankreich, angefangen worden. Es hatte die nemliche Bestimmung als das kleine weiße Buch. Das blaue Buch ist älter als das schwarze Buch, und schön eingebunden. … Es enthält die Gesetze über Fried und Frevel, von einer Hand geschrieben. Vermethlich war diese Abschrift für die Unzüchter, den Reichsvogt, oder den Rath selbst bestimmt.“
Feller und Bonjour beschreiben die Aufzeichnungen als „nachlässig und ungleich“ sowie zum Ende hin „immer dünner“ werdend, sodass sie insgesamt als Chronik nicht befriedigen würden, aber doch auch Unerwartetes lieferten. Während die Aufnahme Basels in den Eidgenössischen Bund 1501 nicht erwähnt würde, wird dieser 1507 aber wohlwollend gewürdigt.: S. 99 Auch Schmid schreibt von „gelegentlichen Notizen“, die „über die analistische Aneinanderreihung“ hinausgehend auch literarische Züge zeigten.